# لاري كيركوود
لاري كيركوود هو قاضي وسياسي أمريكي، ولد في 29 يونيو 1941 في شيكاغو في الولايات المتحدة. نشط حزبياً في الحزب الجمهوري. وقد انتخب عضو مجلس نواب فلوريدا ‏.